# Jeroni Conques i Garcia
Jeroni Conques i Garcia (Llucena, aprox. 1518 - València, ?), va ser el traductor del Llibre de Job al valencià-català, «l’única traducció catalana de la Bíblia feta al s XVI».
Es va criar a València amb son tio, també anomenat Jeroni Conques. Com son tio, va ser beneficiat de la catedral de València. La prohibició de 1559 de traduir la Bíblia —derivada de l'Index librorum prohibitorum— va provocar que fora detingut el 10 de març del 1563 per la Inquisició. Va ser processat i condemnat a dos anys de reclusió en un convent.